# Rumbek
Rumbek (arabisk: رمبك) er hovedstaden i delstaten Lakes i Bahr el Ghazal- regionen i Sydsudan.
Rumbek ligger ligger 420 meter over havet, cirka 377 kilometer nordvest for hovedstaden Juba der er den største by i landet.

## Oversigt
Rumbek er hovedkvarter for Rumbek Central County og hovedstad i delstaten Lakes, der er en af de 10 delstater i Sydsudan. Efter fredsaftalen, der afsluttede den anden sudanesiske borgerkrig, valgte den Det Sudanske Folks Befrielses Hær Rumbek til at fungere som midlertidigt administrativt centrum for regeringen i Sydsudan. Senere blev Juba valgt til at blive den permanente hovedstad. Ligesom de fleste sydsudanesiske byer led Rumbek betydelig skade på infrastrukturen under borgerkrigen, hvordet anslåes at 2 millioner mennesker omkom.

## Befolkning
I 2004 anslog FN (OCHA) befolkningen i "Rumbek County" til omkring 82.500. På det tidspunkt udgjorde Dinka Agar omkring 60% af befolkningen, 30% var Dinka Gok, 6% var Bongo og 4% var Jur-Bel. I 2011 anslog man befolkningen i byen Rumbek til 32.100.

## Transport
Byen Rumbek ligger på hovedvejen A43 fra Juba mod sydøst til Wau mod nordvest. Der er to mindre veje ud af byen; en til Yirol mod øst og en anden til Durbuoni mod nord. Rumbek Lufthavn er også en rejsemulighed i byen.